# Sambhal
Sambhal è una suddivisione dell'India, classificata come municipal board, di 182.930 abitanti, situata nel distretto di Moradabad, nello stato federato dell'Uttar Pradesh. In base al numero di abitanti la città rientra nella classe I (da 100.000 persone in su).

## Geografia fisica
La città è situata a 28° 34' 60 N e 78° 32' 60 E e ha un'altitudine di 192 m s.l.m..

## Società

### Evoluzione demografica
Al censimento del 2001 la popolazione di Sambhal assommava a 182.930 persone, delle quali 97.264 maschi e 85.666 femmine. I bambini di età inferiore o uguale ai sei anni assommavano a 32.936, dei quali 17.080 maschi e 15.856 femmine. Infine, coloro che erano in grado di saper almeno leggere e scrivere erano 63.940, dei quali 38.898 maschi e 25.042 femmine.